# Dragon Ball FighterZ
Dragon Ball FighterZ (ドラゴンボール ファイターズ, Doragon Bōru Faitāzu, pronunciado /ˈfaɪ.tərz/ FAI-ters) é um jogo eletrônico de luta em 2,5D desenvolvido pela Arc System Works e publicado pela Bandai Namco Entertainment. Baseado na franquia Dragon Ball, ele foi lançado para PlayStation 4, Windows e Xbox One internacionalmente em janeiro de 2018, e no Japão no mês seguinte. Uma versão para Nintendo Switch foi lançada mundialmente em setembro de 2018, e versões para PlayStation 5 e Xbox Series X/S foram lançadas em fevereiro de 2024.
Em Dragon Ball FighterZ, o jogador escolhe uma equipe de três personagens jogáveis e um auxiliar exclusivo para cada um deles e, em seguida, luta contra um oponente humano ou de IA com sua própria equipe de três personagens. O jogo recebeu críticas positivas dos críticos, com muitos citando o jogo como um dos melhores jogos de luta lançados na oitava geração de consoles. O sistema de luta, a lista de personagens, os visuais, o modo de história e a música do jogo foram amplamente elogiados, enquanto sua funcionalidade online foi criticada. O jogo também foi um sucesso comercial, tendo vendido 10 milhões de cópias em todo o mundo até maio de 2023.

## Jogabilidade
A jogabilidade pega conceitos de vários outros jogos de luta, principalmente o esquema de controles do Marvel vs. Capcom com a mecânica da equipe, com três botões de ataque primários e um botão de ação exclusivo mais alguns outros. Os jogadores selecionam três personagens para formar uma equipe no estilo The King of Fighters. Um deles é controlado e pode ser trocado com um dos outros personagens a qualquer momento. Os jogadores também podem chamar um de seus outros personagens para executar um movimento "Assist" (assistência), permitindo ataques simultâneos e combos com toda a equipe. Os três personagens do oponente devem ser derrotados para vencer o jogo.
Os movimentos universais "Vanish" e "Dragon Rush" se assemelham ao sistema "Roman Cancel" encontrado nos jogos da Arc System Works, além de seus ataques também serem de Guilty Gear Xrds Dust (o jogo também funciona visualmente no mesmo motor gráfico e esquema como Xrd também), enquanto o movimento "Super Dash" se assemelha ao sistema Homing de Arcana Heart e é semelhante aos traços Homing vistos em outros jogos de luta Dragon Ball. Assim como nos jogos de luta clássicos "Dragon Ball", os personagens podem usar a "carga de Ki" aumentar seu nível de poder se eles tiverem alguma distância do oponente.
Dragon Ball FighterZ inclui diálogos únicos entre os personagens entre cada uma das lutas e mais de dez estágios selecionáveis.

## Personagens
A lista inicial contém 21 personagens jogáveis. Três personagens adicionais podem ser desbloqueados por meio do jogo e outros 20 foram lançados como conteúdo pago para download (DLC) por meio de uma série de "FighterZ Passes", totalizando 44. Android 21 é uma nova personagem original que foi criada para o jogo, desenhada pelo criador da série Akira Toriyama.
| Lista inicial | FighterZ Pass 1                                                                                                   | FighterZ Pass 2                                                                                               | FighterZ Pass 3                                                             | DLC adicional          |
| --- | --- | --- | --------------------------------------------------------------------------- | ---------------------- |
| \| - Androide 16 - Androide 18(a) - Androide 21(b) - Beerus - Capitão Ginyu(c) - Cell - Freeza - Gohan (adolescente) \| - Gohan (adulto)(d) - Goku (Super Saiyajin) - Goku (SSGSS)(b) - Goku Black(c) - Gotenks - Hit - Kid Boo - Kuririn \| - Majin Boo - Nappa(c) - Piccolo - Tenshinhan - Trunks - Vegeta (Super Saiyajin) - Vegeta (SSGSS)(b) - Yamcha \| | - Androide 17(d) - Bardock - Broly - Cooler - Goku - Vegeta - Vegito (SSGSS) - Zamasu (fusão)                     | - Broly (DBS) - Gogeta (SSGSS) - Goku (GT) - Janemba - Jiren - Videl(a)                                       | - Gogeta (SS4) - Goku (Ultra Instinto) - Kefla - Mestre Kame - Super Baby 2 | - Androide 21 (jaleco) |
| - Androide 16 - Androide 18(a) - Androide 21(b) - Beerus - Capitão Ginyu(c) - Cell - Freeza - Gohan (adolescente) | - Gohan (adulto)(d) - Goku (Super Saiyajin) - Goku (SSGSS)(b) - Goku Black(c) - Gotenks - Hit - Kid Boo - Kuririn | - Majin Boo - Nappa(c) - Piccolo - Tenshinhan - Trunks - Vegeta (Super Saiyajin) - Vegeta (SSGSS)(b) - Yamcha |                                                                             |                        |

Notas
- Nota a: personagens auxiliares jogáveis, cujos próprios personagens auxiliares também são personagens jogáveis
- Nota b: personagens desbloqueáveis
- Nota c: personagens que possuem personagens auxiliares
- Nota d: personagens jogáveis que também são personagens auxiliares de outros personagens jogáveis

## Desenvolvimento
Em 9 de junho de 2017, um comunicado de imprensa japonês datado de 12 de junho revelou prematuramente informações sobre o jogo e duas capturas de tela antes do anúncio oficial. O comunicado de imprensa foi mais tarde removido do site da Bandai Namco.
Em 11 de junho de 2017, o jogo foi revelado na conferência de imprensa da Microsoft na E3. Uma beta fechada para Xbox One e PlayStation 4 também foi confirmada. A Bandai Namco disse que existia a possibilidade de o jogo ser lançado para Nintendo Switch caso houvesse demanda dos fãs. O criador de Dragon Ball, Akira Toriyama, criou uma nova personagem chamada Androide 21 para o jogo. O jogo foi desenvolvido usando o motor de jogo Unreal Engine 4.
O jogo também é a última mídia de Dragon Ball a apresentar a voz de Hiromi Tsumu, que interpretou Bulma, antes de morrer inesperadamente em 16 de novembro de 2017. Durante o Anime Dreams, evento de animes e cultura pop que aconteceu na cidade de São Paulo durante os dias 20 e 21 de janeiro de 2018, a IGN Brasil conversou com Carlos Campanile, dublador brasileiro original de Freeza em Dragon Ball Z, que afirmou que gostaria de participar de Dragon Ball FighterZ.